# Loulou Gasté
Louis "Loulou" Gasté (París, Francia, 18 de marzo de 1908 – Rueil-Malmaison, Francia, 8 de enero de 1995) fue un compositor francés de varias éxitos musicales.
Louis Gasté nació en París en 1908. En sus cincuenta años de carrera,  compuso alrededor de 1,200 canciones, diez de los cuales han recibido éxito internacional. En 1929,tocó en la orquesta de Ray Ventura, y compuso varias piezas para él.  Descubrió y lanzó al estrellato a la cantante y actriz Line Renaud en 1945, y se casó con ella en 1950.
Murió en Rueil-Malmaison en 1995.

## "Pour Toi" / "Feelings"/ "Dis-Lui": Historia de una sola canción
En septiembre de 1956, Loulou compuso "Verter Toi" ("Para ti") con letra de Albert Simonin y su mujer Marie-Hélène Bourquin, para el cantante popular Dario Moreno. Dario Moreno cantó la canción en la película Le Feu aux Poudres. Esta canción fue cantada más tarde por Line Renaud, y fue interpretada en Francia como a nivel internacional por varios cantantes.
En 1974, Morris Albert la cantó en inglés 
y se asoció como el autor original en "Feelings", lanzados en São Paulo por Augusta Do Brasil. En 1975, Mike Brant lo trajo de nuevo a Francia bajo el título de "Dis-Lui" ("Dile a ella").
En 1976, "Feelings" era un éxito en todo el mundo y estuvo grabada por Elvis Presley, Frank Sinatra y otros.
En 1977, Loulou descubrió que la canción era una de sus propias melodías y más tarde demandó a Morris Albert.  El 22 de diciembre de 1988, 
un tribunal estuvo a favor de Loulou Gasté, y fue delcaradó oficialmente el único creador de la canción, ganando siete octavas partes de todas las regalías (aunque Albert recibe el resto por su contribución en las letras).

## Composiciones (lista incompleta)
- 1941: Avec son Ukulélé (para Jacques Pills)
- 1941: Le Chant du Gardian (para Tino Rossi)
- 1943: Elle Etait Swing (para Jacques Pills)
- 1943: L’âme au Diable (para Léo Marjane)
- 1943: Sainte-Madeleine (para Léo Marjane)
- 1944: Domingo (para Lucienne Delyle)
- 1945: Le Petit Chaperon Rouge ( para Lisette Jambel)
- 1945: Quand un Cow-boy (para Georges Guétary)
- 1945: Le Rythme Américain (para Lily Fayol)
- 1945: Ce n’était pas Original (para Jacqueline François)
- 1945: Le Porte Bonheur, Chica Chica (para Jacques Hélian)
- 1945: Un Oiseau Chante (para Gisèle Pascal)
- 1945: Luna Park (para Yves Montand)
- 1945: Battling Jo (para Yves Montand)
- 1947: Au Chili (para Jacques Hélian)
- 1958: Mon Coeur au Portugal (grabado por diferentes artistas)

Para Line Renaud, compuso algunas melodías famosas:
- "Nous Deux"
- "Le Complet Gris"
- "Si J'avais la Chance"
- "Autant en Emporte le Vent"
- "Ma cabane au Canadá" (ganó el "Grand Prix du Disque" de Académie Charles-Cros en 1949)

## Filmografía seleccionada
- The Island of Love (1944)
- Travesuras entre matrimonios (1946)